# Mario Rinaldi
Mario Rinaldi (Rovato, 17 marzo 1966) è un pilota motociclistico italiano, specializzato nell'enduro.

## Carriera
Il primo titolo conquistato è stato a livello juniores nel campionato italiano di motocross del 1988 per ripetersi in quello di enduro del 1989 su una Yamaha, prima di passare alla categoria maggiore l'anno successivo.
Nella sua carriera ha ottenuto quattro titoli individuali nel campionato mondiale di enduro (1992-1994-1997-2000) e altrettante volte la vittoria con la squadra nazionale italiana nella Sei Giorni Internazionale di Enduro (in Australia (Cessnock) nel 1992, negli Stati Uniti (Tulsa) nel 1994, in Italia (Lumezzane) nel 1997 e in Spagna (Granada) nel 2000).
Inoltre è arrivato per 5 volte al secondo posto nel mondiale; in due occasioni, nel 1995 e 1996, per solo un punto in meno rispetto allo svedese Anders Eriksson.
Nel 1999 era addirittura giunto a pari punti con il connazionale e compagno di team Giovanni Sala; il titolo in un primo momento sembrava ex aequo per aver terminato il campionato a pari punti e con lo stesso numero di primi, secondi e terzi posti. Ma secondo un cavillo del regolamento internazionale della federazione motociclistica veniva assegnato il titolo iridato a chi avesse vinto l'ultima prova speciale; quest'ultima era stata vinta da Giovanni Sala che quindi si assegnò il titolo.
A livello nazionale seniores ha vinto 11 titoli italiani; dal 1992 fino al 1995 ne vince 4 di fila nella classe riservata alle 350 cm³ con motore a quattro tempi. Dal 1996, dopo la modifica al regolamento introdotta dalla federazione che portava la cilindrata a 400 cm³, ne vince altri 5 consecutivi dal 1996 fino al 2000 (tutti su una KTM del team Farioli). Nel 2001 passa tra le file del team Ufo su una Yamaha e ottiene il decimo titolo, sempre nella stessa classe.
Nel 2002 passa alla classe riservata alle 500 4t e riesce a vincere il suo ultimo titolo, interrompendo la lunga serie ottenuta da Fabio Farioli, vincitore del titolo ininterrottamente dal 1991 al 2001.
L'ultima motocicletta utilizzata prima di annunciare ufficialmente il suo ritiro è stata una Husaberg; nel 2009 comunque Rinaldi è tornato a correre negli Assoluti di Enduro in sella sempre ad una Husaberg arrivando al 6º posto finale nella classe 500 4t.
Sempre lo stesso anno ha aperto la "Mario Rinaldi Enduro Academy", una scuola di tecnica per l'enduro, dove si insegna teoria, pratica e assistenza tecnica.

## Palmarès
| Stagione | Categoria                     | Classe | Team     | Vittorie | Risultato finale |
| -------- | ----------------------------- | ------ | -------- | -------- | ---------------- |
| 1991     | Campionato mondiale di enduro | 350 cc | KTM      | 1        | 2º               |
| 1992     | Campionato mondiale di enduro | 350 cc | KTM      | 3        | 1º               |
| 1993     | Campionato mondiale di enduro | 350 cc | KTM      | 1        | 4º               |
| 1994     | Campionato mondiale di enduro | 350 cc | KTM      | 6        | 1º               |
| 1995     | Campionato mondiale di enduro | 350 cc | KTM      | 4        | 2º               |
| 1996     | Campionato mondiale di enduro | 400 cc | KTM      | 5        | 2º               |
| 1997     | Campionato mondiale di enduro | 400 cc | KTM      | 8        | 1º               |
| 1998     | Campionato mondiale di enduro | 400 cc | KTM      | 1        | 3º               |
| 1999     | Campionato mondiale di enduro | 400 cc | KTM      | 6        | 2º               |
| 2000     | Campionato mondiale di enduro | 400 cc | KTM      | 4        | 1º               |
| 2001     | Campionato mondiale di enduro | 400 cc | Yamaha   | 3        | 2º               |
| 2002     | Campionato mondiale di enduro | 500 cc | Yamaha   | 0        | 6º               |
| 2003     | Campionato mondiale di enduro | 450 cc | Yamaha   | 0        | 10º              |
| 2004     | Campionato mondiale di enduro | E1     | Yamaha   | 0        | 7º               |
| 2005     | Campionato mondiale di enduro | E3     | Husaberg | 0        | 10º              |